# El gat i el picarol
|  | No s'ha de confondre amb El gat i els ratolins. |

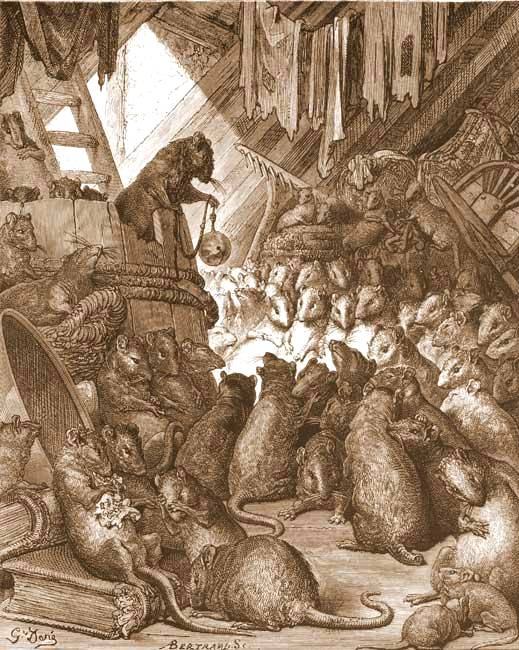
Il·lustració de Gustave Doré de la faula de La Fontaine, c.1868

El gat i el picarol és una faula també coneguda amb els títols: El picarol i el gat i Els ratolins en consell. A la història, un grup de ratolins accepten enganxar un picarol al coll d'un gat per avisar en el futur quan el gat estigui a prop intentant caçar-los, però no troben cap voluntari per fer la feina. El terme s'ha convertit en un modisme que descriu un grup que accepta realitzar una tasca molt difícil de realitzar.
Encara que sovint s'atribueix a Isop, no hi ha cap registre abans de l'Edat Mitjana i s'ha confós amb la faula ben diferent d'origen clàssic titulada El gat i els ratolins. En el sistema classificatori establert per a les rondalles per BE Perry, està numerat amb el 613, que es reserva per a les atribucions medievals fora del cànon Isopic.

## Sinopsi i ús idiomàtic
La faula es refereix a un grup de ratolins que discuteixen els plans per anul·lar l'amenaça d'un gat que els ronda. Un d'ells proposa col·locar-li un picarol al coll, perquè s'avisi de la seva aproximació. El pla és aplaudit pels altres, fins que un ratolí demana qui s'ofereix voluntari per col·locar el picarol al gat. Tots ells fan excuses. La història s'utilitza per ensenyar la saviesa d'avaluar un pla no només sobre el desitjable que seria el resultat, sinó també com es pot executar. Proporciona una lliçó moral sobre la diferència fonamental entre les idees i la seva viabilitat, i com això afecta el valor d'un pla determinat.
La història dona lloc a l'idioma de picarol el gat, que significa intentar, o acceptar realitzar, una tasca impossiblement difícil. Històricament s'afirma amb freqüència que "Bell the Cat" va ser un sobrenom donat al noble escocès del segle XV Archibald Douglas, cinquè comte d'Angus en reconeixement de la seva part en la detenció i l'execució del suposat favorit de Jaume III, Thomas (sovint malanomenat). com Robert) Cochrane. De fet, l'evidència més antiga d'aquest ús és de la història dels Douglas de Hume de Godscroft publicada el 1644, i, per tant, reflecteix més la percepció de l'idioma al segle XVII que al XV.
La primera col·lecció anglesa que va atribuir la faula a Isop va ser la de John Ogilby de 1687; referent a això hi ha una xilografia (de Francis Barlow), seguida d'una sinopsi de 10 versos d'Aphra Behn amb la conclusió:
| « | Good Councell's easily given, but the effect Oft renders it uneasy to transact. | » |

| « | El bon consell, es fàcilment donat, però l'efecte és sovint difícil de realitzar | » |

## Primeres versions i interpretacions posteriors

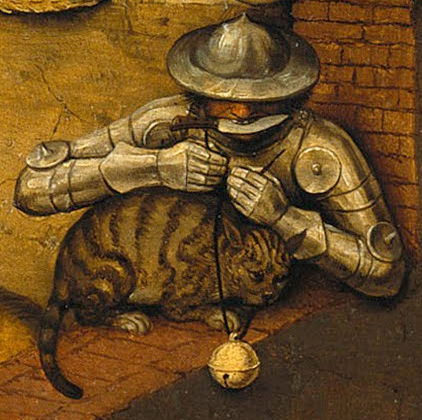
"Belling the cat" és un dels proverbis il·lustrats a la pintura de Pieter Bruegel I Netherlandish Proverbs (1559).

Una de les versions més primerenques de la història apareix com una paràbola crítica del clergat a les Parabolae d'Odo de Cheriton. Escrit cap a l'any 1200, després es va traduir al gal·lès, francès i castellà. Temps després la història es troba a l'obra que ara es coneix com Ysopet-Avionnet, que està formada en gran part per poemes llatins del segle XII Walter d'Anglaterra, seguit d'una versió francesa que data de dos segles més tard. També inclou quatre poemes que no es troben a l'obra Esopus de Walter; entre ells hi ha el conte de "El consell dels ratolins" (De muribus consilium facientibus contra catum). L'autor conclou amb el comentari menyspreu que les lleis no tenen efecte sense els mitjans per fer-les complir adequadament i que aquestes assemblees parlamentàries com ell descriu són com la muntanya proverbial de feina que fa néixer un ratolí.
La faula també va aparèixer com a conte d'advertència als Contes Moralisés Anglo-Normans (1320) de Nicholas Bozon, referint-se a la dificultat de frenar els ultratges dels grans senyors. També va ser en aquest context que la història d'un parlament de rates i ratolins es va tornar a explicar en el poema al·legòric Piers Plowman de William Langland. Es diu que l'episodi es refereix al Parlament de 1376 que va intentar, sense èxit, posar remei a la insatisfacció popular per les exaccions fetes pels nobles que actuaven en nom reial. El contemporani francès de Langland, el satíric Eustache Deschamps, també inclou la història entre les seves altres ballades morals basades en faules com " Les souris et les chats ". S'ha suggerit que també en aquest cas hi ha un subtext polític. El poema va ser escrit com a resposta a l'avortada invasió d'Anglaterra el 1386 i contrasta la divergència francesa davant l'agressió anglesa. La tornada de la balada de Deschamps, Qui pendra la sonnette au chat (qui posarà el picarol al gat) esdevindria proverbial a França si, de fet, no en còpia una d'existent.
Al segle següent, l'autor italià Laurentius Abstemius va fer de la faula un conte llatí d'advertència titulat De muribus tintinnabulum feli appendere volentibus (Els ratolins que volien posar el picarol al gat) el 1499. Una versió més popular en vers llatí va ser escrita per Gabriele Faerno i impresa pòstumament a la seva Fabulae centum ex antiquis auctoribus delectae (100 faules delicioses d'autors antics, Roma 1564), una obra que s'havia de reimprimir i traduir moltes vegades fins a principis del segle xix. Titulat simplement "El Consell dels ratolins", es basa en la moral seca que "un pla arriscat no pot tenir bon resultat". Evidentment, la història també era coneguda a Flandes, ja que "belling the cat" es va incloure entre els quaranta proverbis holandesos a la pintura composta de Pieter Bruegel el Vell (1559). En aquest cas, un home amb armadura està realitzant la tasca al primer pla inferior esquerre. Un segle més tard, les Faules de La Fontaine van donar a conèixer encara més el conte sota el títol de Conseil tenu par les rats (II.2).

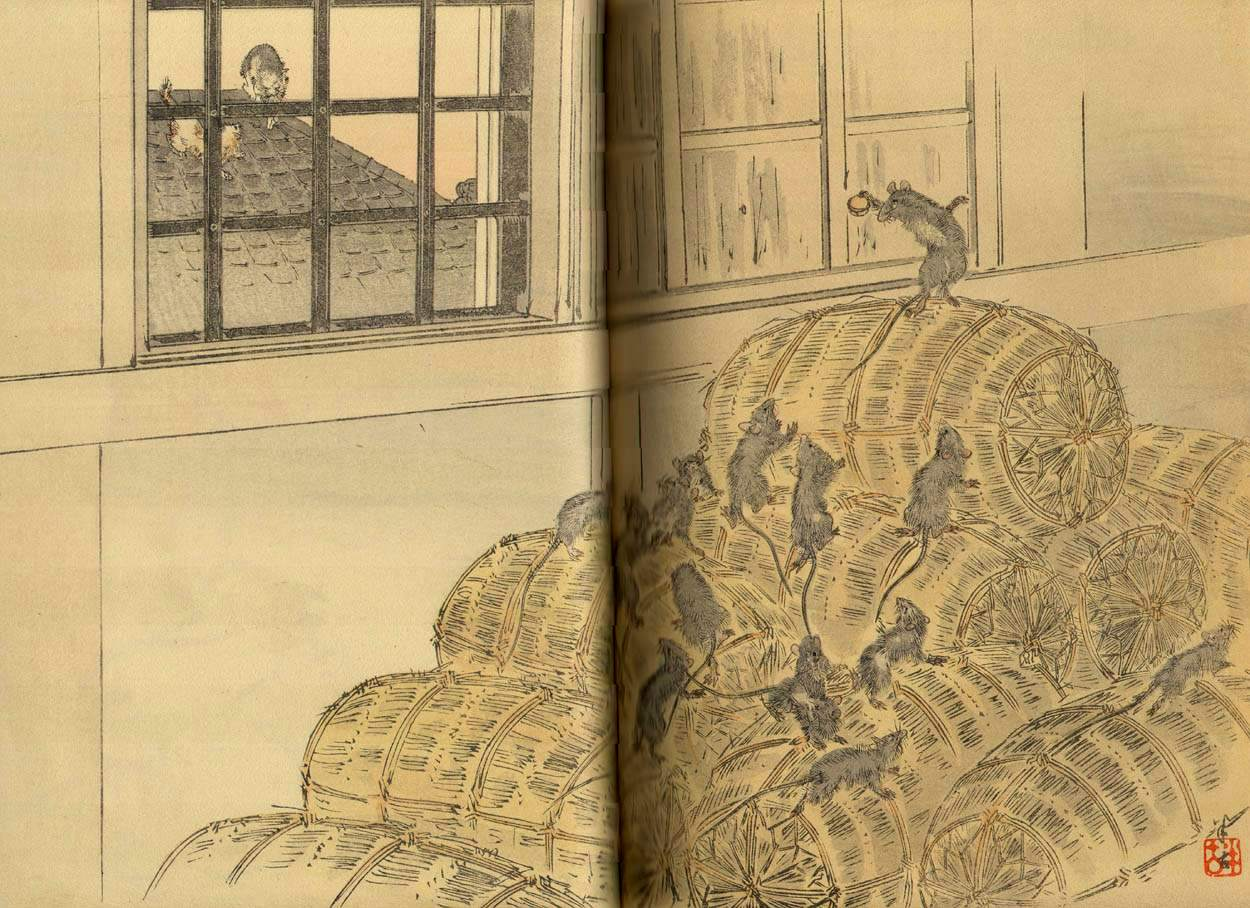
Una il·lustració en xilografia japonesa de Kawanabe Kyōsai de la faula de La Fontaine, 1894.

A l'època medieval la faula s'aplicava a situacions polítiques i els comentaris britànics sobre ella eren molt crítics amb els processos democràtics limitats de l'època i la seva capacitat per resoldre els conflictes socials quan estaven en joc els interessos de classe. Això s'aplica igualment al complot contra el favorit del rei a l'Escòcia del segle XV i als mitjans directes que Archibald Douglas va triar per resoldre el problema. Tot i que cap dels autors que van utilitzar la faula va incitar realment a la revolució, el Parlament de 1376 que Langland va satirizar va ser seguit per la revolta de Wat Tyler cinc anys més tard, mentre que Archibald Douglas va dirigir una rebel·lió contra el rei Jaume. Durant el Renaixement els ullals de la faula van ser dibuixats pels autors europeus, que van limitar la seva crítica a conductes pusil·lànimes davant les solucions proposades precipitadament. Una excepció posterior va ser el fabulista rus Ivan Krylov, l'adaptació del qual de la història satiritza l'amiguisme. Segons el seu relat, només s'ha de permetre a l'assemblea aquells amb cues perfectes; tanmateix, s'admet una rata sense cua per un vincle familiar amb un dels legisladors.
Encara queda la percepció d'una oposició fonamental entre consens i individualisme. Això s'aborda a la lletra de "Bell the Cat", una actuació publicada en DVD pel grup de rock japonès LM. C el 2007. Aquest és el monòleg d'un gat domèstic que vol caminar sol ja que "La societat és per naturalesa malvada". Per tant, es nega a conformar-se i està impacient de la restricció: "les teves mans s'aferren a tot - el picarol el gat". Mentre que la lletra es canta en japonès, la frase final és en anglès. Una altra adaptació modernitzada basada en aquesta faula, que actualitza la moral, ha estat publicada per Patricia McKissack a la seva obra Who Will Bell the Cat? (il·lustració de Christopher Cyr).

## Il·lustracions
Diversos artistes francesos van representar la faula durant el segle xix, generalment escollint un dels dos enfocaments. Gustave Doré i la pintora de gènere Aurélie Léontine Malbet (fl.1868–1906) van imaginar les rates actuant de manera realista en el seu debat. L'il·lustrador Grandville, juntament amb els contemporanis Philibert Léon Couturier (fr) (1823–1901) i Auguste Delierre (1829–1890), caricaturitzen la pràctica endarrerida i la pompositat de les legislatures provincials, fent més o menys el mateix punt que els autors medievals que van registrar el conte. A finals de segle una curiositat editorial torna a la primera aproximació. Això es trobava a la xilografia de Kawanabe Kyōsui que va aparèixer a la col·lecció de faules de La Fontaine que es va encarregar i imprimir a Tòquio el 1894 i després exportada a França. A la cantonada superior esquerra es veu un gat a través d'una finestra d'un magatzem acostant-se a través dels terrats mentre a l'interior les rates pul·lulen per les mercaderies embolicats amb bales de palla. Al seu cim, la rata principal manté el picarol en alt. Un bloc de fusta japonès anterior va formar part de la sèrie Isoho Monogotari de Kawanabe Kyōsai (1870–80). que mostra un conjunt de ratolins vestits de japonesos amb el proposant en primer pla, mostrant el collar i el picarol.

## Realitzacions musicals
Al segle xviii, la faula va ser una d'entre les moltes establertes per Louis-Nicolas Clérambault a la secció de faules de Nouvelles poésies spirituelles et morales sur les plus beaux airs (1730–37). Al segle següent el text de la rondalla de La Fontaine va ser fixat per a veus masculines per Louis Lacombe i pel compositor català Isaac Albéniz per a veu mitjana i piano el 1889 L'any 1950, Florent Schmitt la va configurar per a quatre veus masculines. Però si bé el gat de La Fontaine, anomenat amb humor Rodilardus, i paraules antiquades com desconfiture (déconfiture), poden encaixar en una cançó artística, també hi ha hagut interpretacions fidels en el camp de la música lleugera. Un compositor popular de l'època, Prosper Massé, va publicar aquest escenari el 1846. Més recentment hi ha hagut la interpretació de Pierre Perret com a part de les seves 20 rondalles inspirades de Jean de la Fontaine (1995), i un arranjament de jazz sobre les 10 rondalles de la Fontaine (2005) de Daniel Roca.